# 芝山铁道
芝山鐵道股份有限公司（日语：／ Shibayama Tetsudō */?），簡稱芝山鐵道或芝鐵，是一家运营成田国际机场附近一条铁路线路的第三部門铁路公司。
本鐵道公司為成田國際機場股份有限公司的連結子公司，此外千葉縣、京成電鐵、日本航空、芝山町、成田市等地方自治體制也有出資。總部位於千葉縣山武郡芝山町的芝山千代田站內。

## 歷史
因為建設成田機場導致東西向的交通被阻斷，因此開設芝山鐵道，作為對機場東側的居民及企業的補償。當時的日本政府與當地約定了以京成電鐵的成田機場站（現在的東成田站）為起點，以第三鐵道部門的方式，路線往後延伸。
1981年（昭和56年）5月1日公司成立。1988年（昭和63年）6月24日，取得了「芝鐵成田機場站」（暫定，作為連接當時的舊成田機場站、現在的東成田站，預定開設的新站）-「整備場前站」（暫定，現在的芝山千代田站）間 2.0 公里的營業執照。
最初是計畫以小型電車的模式，在路線內往返營運，但後來因應當地人的要求，規格改成了普通電車，芝山電鐵的列車可以單方面從（舊）成田機場站直通運轉到京成成田站（換言之京成電鐵的列車無法駛入芝山鐵道線）。於是，在1990年（平成2年）4月13日，運輸省（現在的國土交通省）認可了到京成成田站的直通運轉計畫，同年12月25日得到了施工的認可。
這段期間因為工程中止而遭到消滅的成田新幹線，京成電鐵以及JR東日本就將已經建構出來的路線設施活用，讓列車得以駛入機場內。1991年（平成3年）3月21日，位於第1航廈正下方的成田機場站開業，路線成為京成本線的一部分，至此的（舊）成田機場站成為京成東成田線的一站，並改名為東成田站。

路线图

儘管開工延遲了，但公司還是在1992年（平成4年）12月6日開始營運，在成田機場第2航廈內開設海外旅客向的販賣店。
於1993年（平成5年）9月20日開始，舉辦了12回由隅谷調査團主辦的成田機場問題圓桌會議後，為了讓當地居民可以確認今後成田機場的整備，與居民達成設置「共生懇談會」等民主上手續的約定。1994年（平成6年）10月，國家與縣內其他機場反對派的元熱田派達成協議。因為有了這份協議，讓芝山鐵道的延伸檢討委員會在1995年（平成7年）1月31日得以開始活動，1996年（平成8年）4月1日鎖定了三個延伸路徑方案。
接著在1996年（平成8年）12月27日，與京成電鐵的直通運轉的運轉計畫的變更被認可，1998年（平成10年）1月22日開工。
但是因為計畫路線包含了機場反對派「一坪共有地（大地主將土地以「一人一坪」的方式將土地分給無數人，通常是作為反對土地開發建設、環境保護的手段）」的土地，該土地的原地主主張保持「一坪共有地」，而土地所有者在全國841人，取得所有土地十分困難，芝山鐵道及芝山的住民團體為了與土地所有者取得用地，雙方用信件的方式進行爭論。1999年（平成11年）12月8日，芝山町長要求運輸省改變路線計畫，繞開機場反對派「一坪共有地」。就這樣，在2000年（平成12年）3月決定變更路線為未收購地的半徑160m迂迴彎道，同年6月20日因為一部分路線變更的關係而延伸的0.2km路線被認可。2001年（平成13年）4月26日，至此暫定名稱為「整備場前站」的車站，正式決定取名為芝山千代田站，2002年（平成14年）10月27日東成田站 - 芝山千代田站開業。
此外，在1996年（平成8年）階段的規劃中，有著現在芝山千代田站繼續往後延伸「千代田站（暫定）」0.7km區間的計畫。
建設上適用「為了整備成田國際機場周邊在國家財政上的特別措施相關法律」（成田財特法）當中的補助金。

## 路線列表
| 記號 | 中文線名   | 日文線名 | 起點           | 終點               | 距離（公里） |
| ---- | ---------- | -------- | -------------- | ------------------ | ------------ |
| SR   | 芝山鐵道線 |          | 東成田（KS44） | 芝山千代田（SR01） | 2.2          |